# Stay Close
Stay Close è una serie televisiva britannica di genere thriller scritta da Danny Brocklehurst e basata sull'omonimo romanzo di Harlan Coben del 2012.
La miniserie, composta da 8 episodi, è stata distribuita sulla piattaforma Netflix il 31 dicembre 2021; si tratta della quinta serie dai romanzi di Harlan Coben ad essere stata trasportata cinematograficamente su Netflix.

## Trama
La scomparsa di Carlton Flynn avvenuta esattamente 17 anni dopo la scomparsa di Stewart Green innesca una reazione a catena nella vita delle famiglie di entrambe le persone coinvolte, che porterà a colpi di scena e farà emergere segreti inconfessabili.

## Episodi
| Stagione       | Episodi | Pubblicazione    | Piattaforma |
| -------------- | ------- | ---------------- | ----------- |
| Prima stagione | 8       | 31 dicembre 2021 | Netflix     |

## Personaggi e interpreti

### Personaggi principali
- Megan Pierce-Shaw, interpretata da Cush Jumbo, doppiata da Eleonora Reti: donna sposata con 3 figli (Kayleigh, Jordan e Laura), nasconde segreti riguardo al suo passato.
- Det. Michael Broome, interpretato da James Nesbitt, doppiato da Angelo Maggi: detective che indaga sui casi di sparizione.
- Ray Levine, interpretato da Richard Armitage, doppiato da Christian Iansante: fotografo a caccia delle foto migliori, trova alcune foto misteriose.
- Lorraine Griggs, interpretata da Sarah Parish, doppiata da Franca D'Amato: vecchia conoscenza di Megan.
- Kayleigh Shaw, interpretata da Bethany Antonia: figlia adolescente di Megan
- Det. Erin Cartright, interpretata da Jo Joyner, doppiata da Barbara De Bortoli: detective assistente di Michael.
- Dave Shaw, interpretato da Daniel Francis, doppiato da Stefano Santerini: marito di Megan.
- Harry Sutton, interpretato da Eddie Izzard, doppiato da Rodolfo Bianchi: vecchio amico di Megan.

### Personaggi ricorrenti
- Jordan Shaw, interpretato da Dylan Francis: figlio di Megan e Dave.
- Laura Shaw, interpretata da Tallulah Byrne: figlia di Megan e Dave.
- "Barbie", interpretata da Poppy Gilbert: ragazza psicopatica che cerca Carlton, insieme a "Ken".
- "Ken", interpretato da Hyoie O'Grady, doppiato da Lorenzo Accolla: ragazzo psicopatico che cerca Carlton, insieme a "Barbie".
- Bea, interpretata da Rachel Andrews: amica di Kayleigh.
- Brian Goldberg, interpretato da Jack Shalloo, doppiato da Davide Perino: simpatico e giovane agente di polizia alla centrale.
- Fester, interpretato da Youssef Kerkour, doppiato da Marco De Risi: amico di Ray.
- Guy Tatum, interpretato da Thomas Dominique, doppiato da Emilio Mauro Barchiesi: amico di Ray, marito di Simona.
- Simona Farr, interpretata da Andi Osho: sergente a protezione di Ray quando quest'ultimo era fotografo di guerra.
- Del Flynn, interpretato da Ross Boatman: padre dello scomparso Carlton.
- Marlene Flynn, interpretata da Lindsay Armaou, doppiata da Livia Toti Lombardozzi: matrigna dello scomparso Carlton.
- Tawny Allure, interpretata da Isabelle Connolly: ragazza che sembra aver incontrato Carlton prima della sua scomparsa.
- Rudy, interpretato da Aidan Kelly: gestore del Vipers, locale dove è stato visto Carlton.
- Sarah Green, interpretata da Belinda Stewart-Wilson: moglie di Stewart Green.

## Produzione
Le riprese di Stay Close sono iniziate il 28 febbraio 2021 e terminate il 31 luglio dello stesso anno. I luoghi delle riprese sono varie località dell'Inghilterra. Si tratta dell'ottavo romanzo di Harlan Coben trasportato cinematograficamente, il quinto di Netflix ed il secondo con l'attore Richard Armitage, dopo che già aveva partecipato a The Stranger.

## Distribuzione
La serie è stata distribuita globalmente su Netflix il 31 dicembre 2021.